# Гидротропизм

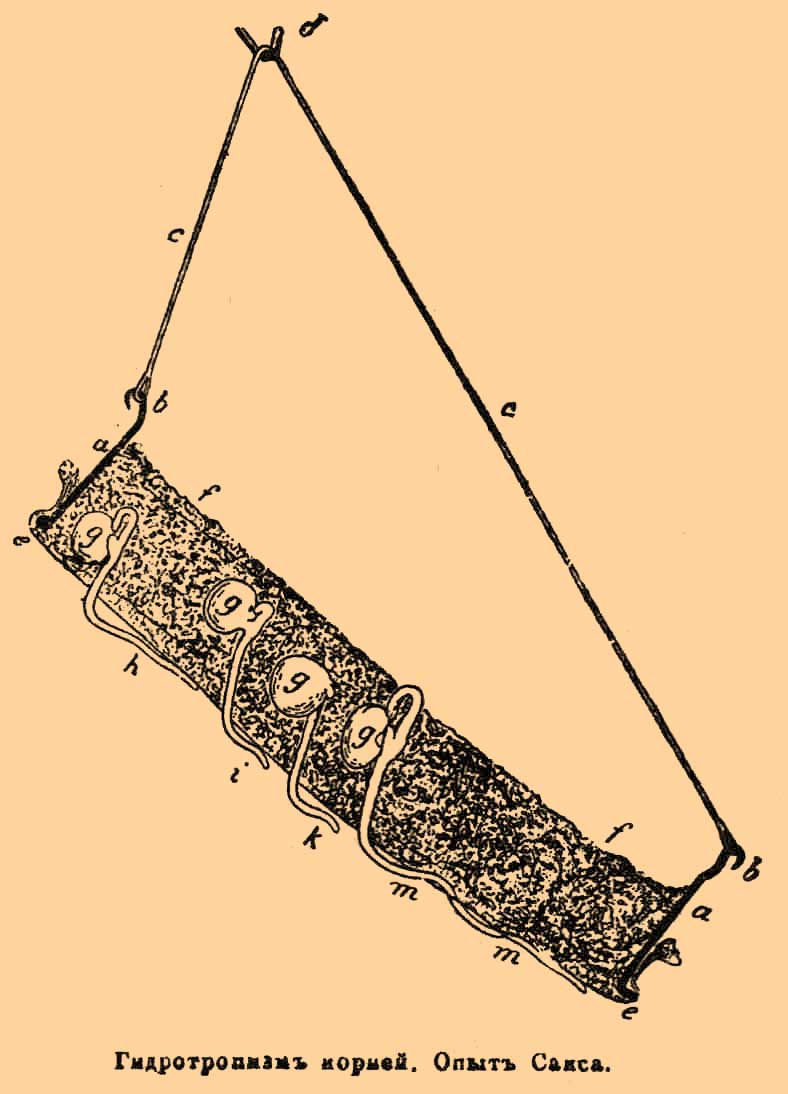
Гидротропизм корней. Опыт Сакса.

Гидротропизм (от Гидро и греч. trópos — поворот, направление) — изгибание некоторых органов растений под влиянием неравномерного распределения влажности в окружающей их среде.
Впервые явления гидротропизма обнаружены Ю. Саксом в 1872 году на корнях, которые дают отклонение в сторону большей влажности. В такой форме гидротропизм обозначается как положительный: в корнях он обусловлен не непосредственным влиянием влажности на область роста, а влиянием на последнюю раздражения от воспринимаемого, одностороннего распределения влажности верхушкой корня. Помимо корней, положительный гидротропизм проявляется и в некоторых других растительных объектах, например, в корневых волосках и пыльцевых трубках.
Отрицательным гидротропизмом, выражающимся в отклонении в сторону меньшей влажности, обладают некоторые ростковые побеги (лён, картофель) и обычно грибы: он связан, по-видимому, с непосредственным влиянием влажности на растущую зону.